# Pays de Gascogne

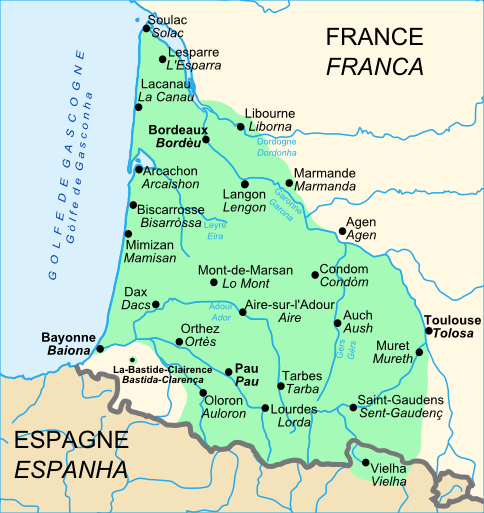
Aire d'influence du gascon.

Communes et départements actuels compris dans les limites de l'ancienne province de Gascogne.

Les régions naturelles ou pays traditionnels sont, en France, des territoires d'étendue limitée présentant des caractères physiques et une occupation humaine homogènes. Cette notion relativement floue limite la possibilité d'en établir une liste précise. Différentes entités, tout aussi pertinentes les unes que les autres mais avec des critères ou un point de vue différents, sont susceptibles de se chevaucher sur le même espace géographique. Bénédicte et Jean-Jacques Fénié, dans leur Dictionnaire des pays et provinces de France, en donnent une présentation alphabétique. Le Guide des Pays de France de Frédéric Zégierman les regroupe par région administrative.
La Gascogne, enserrée dans les limites physiques que forment l'océan Atlantique à l'ouest, le cours de la Garonne au nord-est, son sous-affluent la Lèze au sud-est, et la chaîne des Pyrénées au sud, est constituée des pays traditionnels situés dans l'aire linguistique du gascon dans les départements des Landes, en région Nouvelle-Aquitaine, du Gers et des Hautes-Pyrénées, en Occitanie, et, pour partie, des Pyrénées-Atlantiques (le béarnais est le gascon parlé en Béarn), de la Gironde, du Lot-et-Garonne en Nouvelle-Aquitaine, du Tarn-et-Garonne, de la Haute-Garonne et de l'Ariège en Occitanie, les autres parties de ces départements et les autres départements de Nouvelle-Aquitaine et d'Occitanie étant respectivement situées sur le territoire des anciennes provinces de la Guyenne, de la Saintonge, de l'Aunis, de l'Angoumois, du Poitou, du Limousin, de la Marche, de la Basse-Navarre, du Languedoc, du Roussillon ou du comté de Foix et l'aire linguistique des dialectes languedocien, limousin, saintongeais ou de la langue basque.

## Nouvelle-Aquitaine

L'ancienne province de Guyenne à cheval sur la partie des anciennes régions Aquitaine et Midi-Pyrénées extérieure à la Gascogne.

L'ancienne province de Basse-Navarre dans la partie du département des Pyrénées-Atlantiques extérieure à la Gascogne.

- Bordelais
- Bazadais
- Condomois
- Armagnac
- Lannes ou Landes
- Labourd
- Soule

Les départements de l'ancienne région Aquitaine et les anciennes provinces qui les constituent :
Gascogne :
Bordelais
Bazadais
Condomois
Armagnac
Lannes ou Landes
Labourd
Soule
Guyenne :
Bordelais
Bazadais
Périgord
Agenais
Quercy
Béarn
Basse-Navarre
Limousin
Angoumois
Saintonge

### Gironde
- Bazadais
- Bordelais
- Bourgeais
- Entre-deux-Mers
- Graves
- Haute-Lande-Girondine
- Libournais
- Médoc
- Pays de Buch

### Landes
- Aguais
- Armagnac (principalement sur le Gers)
- Grande Lande
  - Albret landais
  - Brassenx
- Maremne
- Marensin
- Pays de Born
- Pays de l'Adour landais
  - Chalosse
    - Auribat

  - Pays de Gosse
  - Pays d'Orthe
  - Seignanx
  - Tursan ou Airais (en partie sur le Gers)
- Petites Landes
  - Pays de Marsan
  - Gabardan (également sur le Gers)

### Lot-et-Garonne
- Brulhois
- Queyran
- Pays d'Albret

### Pyrénées-Atlantiques
- Béarn

## Occitanie

L'ancienne province du Languedoc à cheval sur la partie de la région Midi-Pyrénées extérieure à la Gascogne.

L'ancienne province du comté de Foix sur la partie du département de l'Ariège extérieure à la Gascogne.

- Armagnac
- Comminges
- Bigorre
- Condomois
- Nébouzan
- Rivière-Verdun
- Languedoc
- Comté de Foix

Les départements de l'ancienne région Midi-Pyrénées et les anciennes provinces qui les constituent :
Gascogne :
Armagnac
Comminges
Bigorre
Condomois
Nébouzan
Rivière-Verdun
Languedoc
Comté de Foix
Guyenne :
Rouergue
Quercy
Agenais
Périgord

### Ariège
- Couserans
- Volvestre (également sur la Haute-Garonne)

### Gers
- Airais (en partie sur les Landes)
- Armagnac (en partie sur les Landes)
- Astarac
- Bas-Armagnac (en partie sur les Landes)
- Comminges (également sur la Haute-Garonne et les Hautes-Pyrénées)
- Condomois
- Corrensaguet
- Eauzan
- Fézensaguet
- Gabardan (également sur les Landes)
- Lomagne
- Pays d'Auch
- Pays de Gaure
- Rivière-Basse (également sur les Hautes-Pyrénées)
- Rivière-Verdun (également sur la Haute-Garonne et les Hautes-Pyrénées)
- Savès (également sur la Haute-Garonne)
- Vic-Bilh (également sur les Hautes-Pyrénées et le Béarn)

### Haute-Garonne
- Comminges (également sur le Gers et les Hautes-Pyrénées)
- Nébouzan (également sur les Hautes-Pyrénées)
- Rivière-Verdun (également sur le Gers et les Hautes-Pyrénées)
- Savès (également sur le Gers)
- Volvestre (également sur l'Ariège)

### Hautes-Pyrénées
- Arrensou
- Arroustang
- Baronnies des Pyrénées
- Bigorre
- Comminges (également sur le Gers et la Haute-Garonne)
- Barousse
- Lavedan
- Luchonnais
- Magnoac
- Nébouzan (également sur la Haute-Garonne)
- Neurest
- Rivière-Basse (également sur le Gers)
- Rivière-Verdun (également sur le Gers et la Haute-Garonne)
- Vallée d'Aure
- Vic-Bilh (également sur le Gers et le Béarn)

### Tarn-et-Garonne
- Lomagne

## Pyrénées (Catalogne, Espagne)
- Val d'Aran